# دومينغو ألفاريز (لاعب كرة قدم)
دومينغو ألفاريز هو لاعب كرة قدم كوبي، ولد في 25 مايو 1995 في سييغو دي افيلا في كوبا. لعب مع FC Ciego de Ávila ‏.

## وصلات خارجية
- دومينغو ألفاريز على موقع قاعدة بيانات كرة القدم.إي يو (الإنجليزية)
- دومينغو ألفاريز على موقع ناشيونال فوتبول تيمز (الإنجليزية)
- دومينغو ألفاريز على موقع Soccerway.com (الإنجليزية)